# The Power of Babel
The Power of Babel: A Natural History of Language («El poder de Babel: una historia natural del lenguaje») es un libro de no ficción de 2002 del lingüista estadounidense John McWhorter. El libro ofrece una visión general de la investigación más reciente en el campo de la lingüística, centrándose principalmente en cómo los idiomas han evolucionado y seguirán evolucionando con el tiempo. El autor celebra la diversidad entre los 6000 idiomas de la Tierra y utiliza ejemplos de muchos de ellos para ilustrar sus complejidades, incluidos aquellos hablados por pueblos considerados primitivos por gran parte del mundo. El libro recibió críticas generalmente positivas, con críticos elogiando la investigación exhaustiva de McWhorter y su riqueza de datos entretenidos, mientras que criticaron los errores ocasionales en el texto.

## Antecedentes
McWhorter, profesor de lingüística en la Universidad de California en Berkeley mientras escribía The Power of Babel, descubrió por primera vez su amor por los idiomas cuando era niño y escuchó hablar hebreo por primera vez. Cuando se publicó el libro, McWhorter era capaz de hablar tres idiomas y leer siete. Mientras estudiaba en Stanford, se interesó en la forma en que evolucionan los idiomas y se enamoró especialmente de las lenguas criollas y su formación.
El título del libro de McWhorter hace referencia a la parábola bíblica de la Torre de Babel. La humanidad primitiva, que hablaba un solo idioma, intentó construir una torre para alcanzar el cielo, pero Dios castigó esta arrogancia dividiendo el único idioma en muchos y creando así la multitud de lenguas en todo el mundo. Sin embargo, McWhorter se deleita en la diversidad de idiomas y dedica gran parte de su libro a detallar por qué su variedad es algo que debe celebrarse y preservarse tanto como sea posible.

## Sinopsis
McWhorter aborda el estudio de la evolución del lenguaje de una manera similar al estudio de la selección natural de Charles Darwin. Con el tiempo, y debido a numerosos factores ambientales, las lenguas se transforman en nuevas formas e incluso pueden absorber características que no tienen ninguna utilidad. Por lo tanto, sostiene McWhorter, una lengua «evolucionada» no es inherentemente menos compleja o más civilizada que una lengua «primitiva», y de hecho puede suceder lo opuesto.
McWhorter describe las familias lingüísticas y sostiene que la diferencia entre los términos «lengua» y «dialecto» carece en gran medida de sentido. Cita como ejemplo la observación de que los hablantes de sueco, noruego y danés (los tres que él considera una sola lengua, a la que denomina colectivamente «escandinava») pueden entenderse entre sí con mayor facilidad que los hablantes de italiano pueden entenderse con los que hablan el dialecto milanés de esa lengua. Los idiomas son esencialmente una colección de dialectos similares, dice, y los factores políticos más que nada determinan qué dialecto se considera «estándar». McWhorter cita al lingüista Uriel Weinreich diciendo que «una lengua es un dialecto con un ejército y una marina».
El autor detalla cómo todas las lenguas surgieron de una protolengua que se originó hace aproximadamente 150 000 años en el este de África. A medida que esta lengua primordial surgió, también sufrió cambios inmediatos, dando como resultado aproximadamente 6000 idiomas individuales en todo el mundo a principios del siglo XXI, ninguno de los cuales suena como el que habrían usado aquellos primeros humanos. McWhorter lamenta el hecho de que cada dos semanas una de esas 6000 lenguas «muere», ya sea por pérdida de su utilidad o de su último hablante vivo, y señala que, según una estimación, para principios del próximo siglo el 90% de las lenguas de la Tierra podrían extinguirse.
Después de haber descrito su razonamiento sobre los beneficios de la existencia de muchos y variados idiomas en el mundo, así como el peligro que muchos de ellos enfrentan debido a las «invasiones del capitalismo global», McWhorter implora a sus colegas lingüistas que hagan su parte para salvarlos. Él admite que la mayoría de ellos morirán de todos modos, pero espera que al menos puedan ser registrados para fines de investigación. También admite que es difícil convencer a alguien de estudiar una lengua moribunda en lugar de una lengua más común con aplicación práctica. Sin embargo, utiliza los ejemplos del irlandés, el maorí, el hawaiano y otras lenguas que han sido revividas de un estado casi moribundo como evidencia de que tal resurgimiento es de hecho posible.

## Recepción
The Power of Babel se lanzó el 15 de enero de 2002 y recibió críticas generalmente positivas. En un artículo para el diario Los Angeles Times, el lingüista Geoffrey Nunberg lo calificó de «entretenido e informativo», aunque admitió que no está tan entusiasmado como McWhorter con los cambios semánticos en curso en el idioma inglés. The Washington Post lo calificó como un «deleite para los amantes de las trivialidades», mientras que el Chicago Tribune lo calificó como una «exploración estimulante de los elementos esenciales del cambio semántico».
A Kathryn Hughes, del New Statesman, le gustó que el libro pudiera leerse como un resumen impresionante del último medio siglo de investigación lingüística o como un tesoro de fascinantes trivialidades, pero criticó el estilo de escritura informal de McWhorter y sus ocasionales errores fácticos. De manera similar, el crítico de Newsweek consideró que los argumentos del autor estaban algo socavados por errores en el latín que proporcionó como ejemplos.